# Parkhurst (cràter)

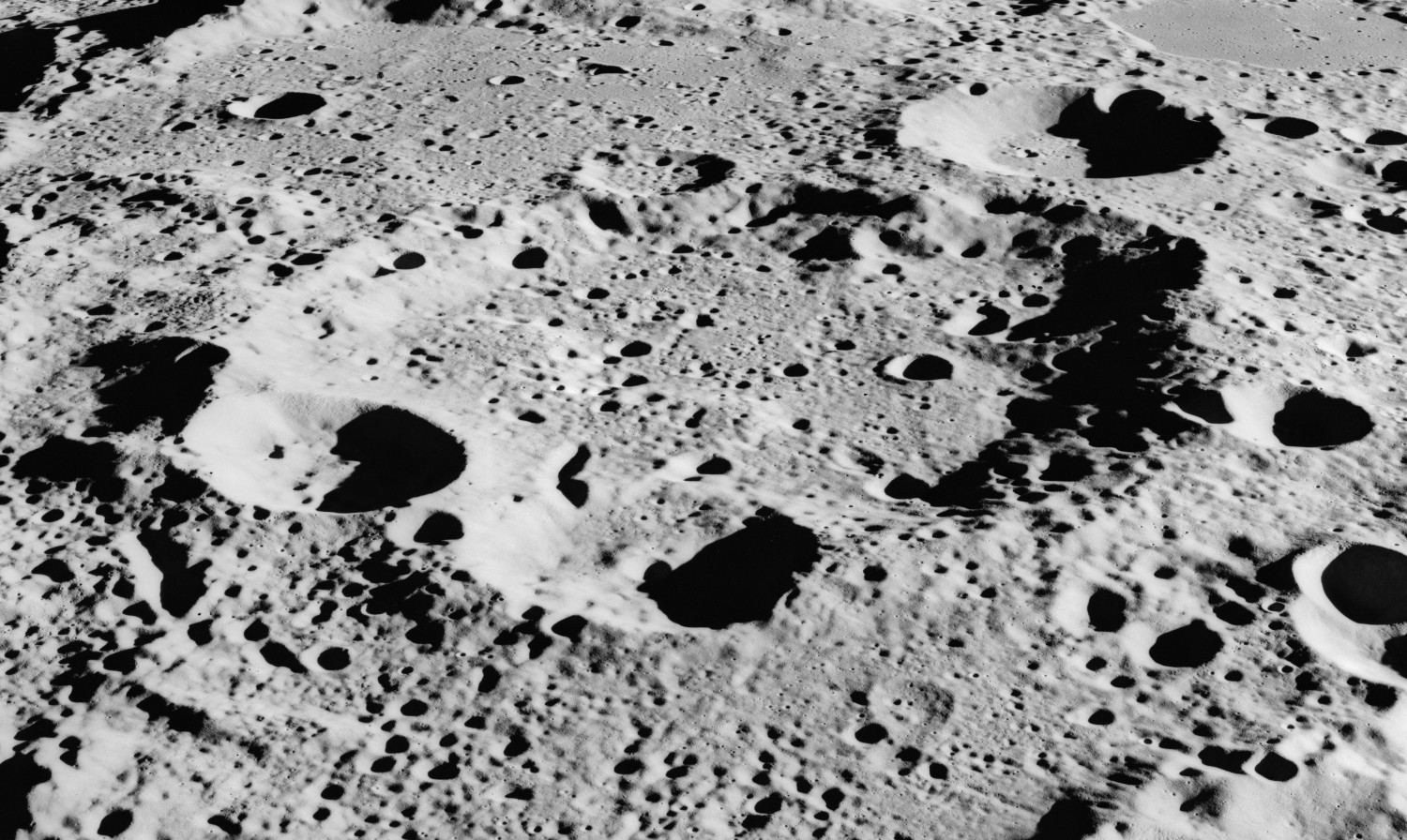
Fotografia de la missió Apol·lo 15

Parkhurst és un cràter d'impacte fortament degradat, situat al nord-est del Mare Australe en la cara oculta de la Lluna. Al nord-nord-est de Parkhurst es troba el cràter Scaliger i al sud-oest es troba el sòl fosc de Gernsback. La petita mar lunar anomenada Lacus Solitudinis apareix al nord de Parkhurst.

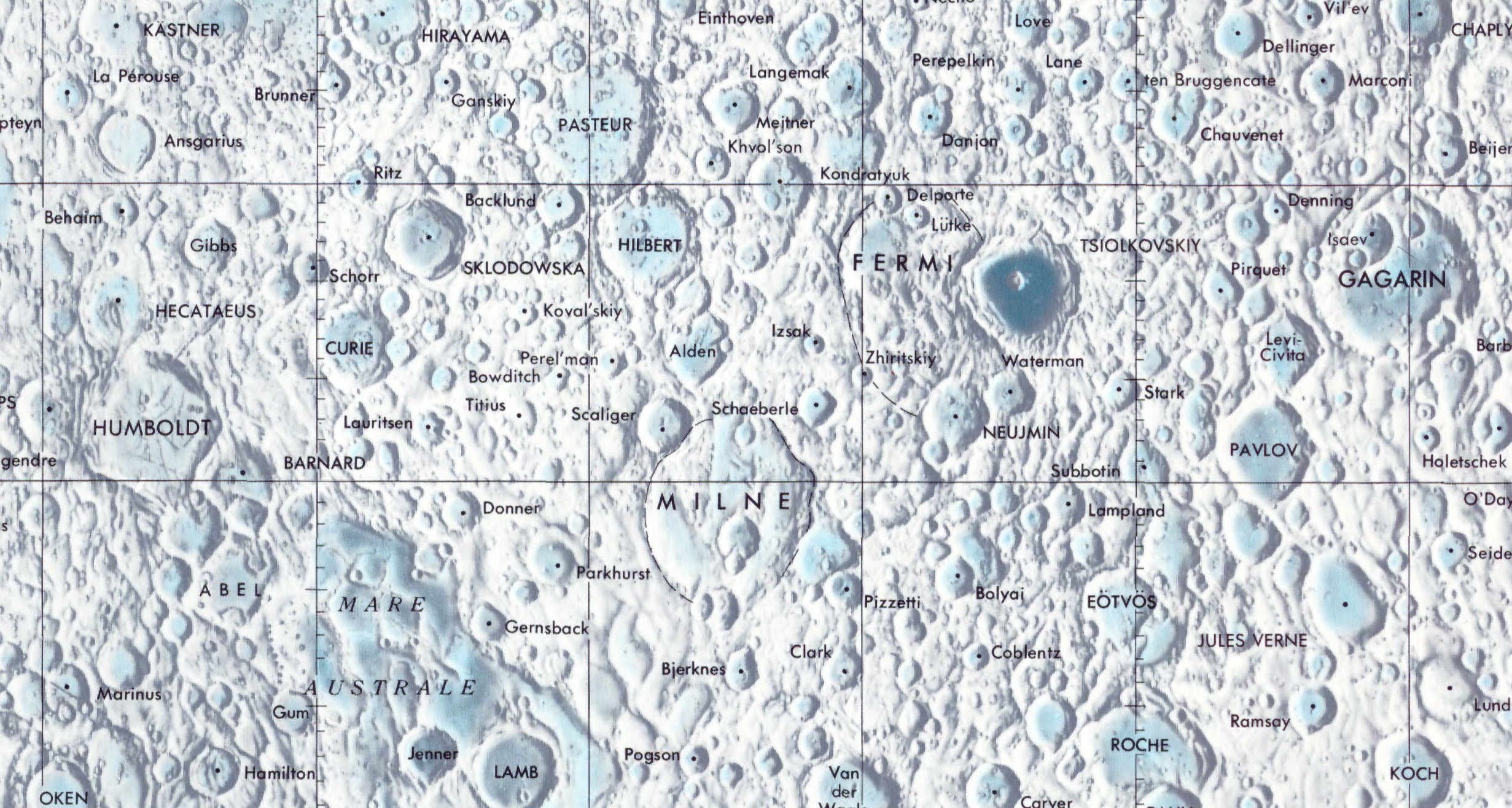
Localització de Pankhurst, entre Milne i la Mare Australe (quadrant inferior esquerre de la imatge)

A part del contorn desigual de la vora exterior, poc més es pot apreciar d'aquesta formació. Diversos cràters satèl·lit es troben prop del seu perímetre, amb Parkhust D al nord-est, Parkhust B al nord i Parkhust X en el nord-oest. La formació del cràter satèl·lit Parkhurst Q va empènyer la vora del cràter principal en el seu costat sud-oest, distorsionant la seva forma. El sòl interior de Parkhurst està marcat per petits cràters.

## Cràters satèl·lit
Per convenció aquests elements són identificats en els mapes lunars posant la lletra en el costat del punt central del cràter que està més proper a Parkhurst.
|           | \| Parkhurst \| Coordenades \| Diàmetre \| \| --------- \| -------------------------------------- \| -------- \| \| B \| 32° 00′ S, 104° 24′ E / 32.0°S,104.4°E \| 30 km \| \| D \| 32° 48′ S, 105° 24′ E / 32.8°S,105.4°E \| 27 km \| \| K \| 36° 18′ S, 105° 12′ E / 36.3°S,105.2°E \| 11 km \| \| Q \| 35° 00′ S, 101° 36′ E / 35.0°S,101.6°E \| 37 km \| \| X \| 31° 30′ S, 102° 18′ E / 31.5°S,102.3°E \| 12 km \| \| Y \| 29° 54′ S, 102° 48′ E / 29.9°S,102.8°E \| 49 km \| |          |
| Parkhurst | Coordenades | Diàmetre |
| B         | 32° 00′ S, 104° 24′ E / 32.0°S,104.4°E | 30 km    |
| D         | 32° 48′ S, 105° 24′ E / 32.8°S,105.4°E | 27 km    |
| K         | 36° 18′ S, 105° 12′ E / 36.3°S,105.2°E | 11 km    |
| Q         | 35° 00′ S, 101° 36′ E / 35.0°S,101.6°E | 37 km    |
| X         | 31° 30′ S, 102° 18′ E / 31.5°S,102.3°E | 12 km    |
| Y         | 29° 54′ S, 102° 48′ E / 29.9°S,102.8°E | 49 km    |